# シュノサウルス
シュノサウルス（学名：Shunosaurus、蜀龍）はジュラ紀中期（約1億5,900万年前）に生息した竜脚類の一種で中国で発見された。原記載によれば全長は11mほどだが、グレゴリー・S・ポールは2010年に全長9.5 m、体重3 tと推定している。 名前の意味は、蜀（中国四川地方の別名）のトカゲ。1983年に董（ドン）、周（チョウ）、張（チャン）によって記載された。

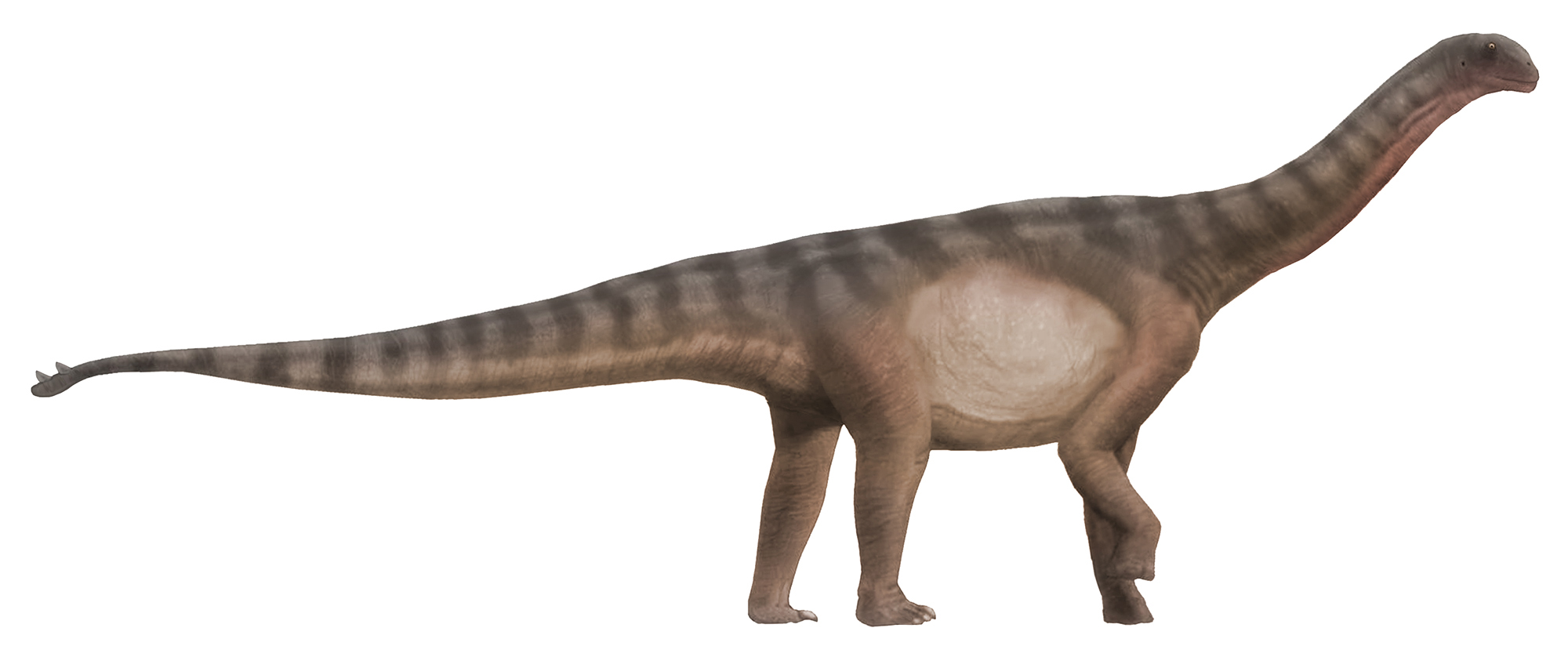
復元図

人とのスケール比較

尾の先に2対のとげがついた骨のかたまりが付いていることが特徴。これはアンキロサウルス類に見られる骨の棍棒のように、肉食恐竜と戦うための武器として使われたと考えられている。